# Dave Finlay
David John "Fit" Finlay Jr. (Carrickfergus, 31 de janeiro de 1958) é um ex-lutador profissional norte-irlandês. Ele trabalha atualmente para a WWE como treinador e assistente no Performance Center, além de atuar como produtor. É mais conhecido por suas passagens pela World Championship Wrestling (WCW) de 1996 a 2000, onde lutou sob o nome de ringue Fit Finlay, e pela WWE de 2005 a 2010, onde foi conhecido simplesmente como Finlay.
Finlay fez sua estreia em 1974 e conquistou mais de 20 campeonatos ao redor do mundo ao longo de sua carreira, incluindo o Campeonato Mundial de Televisão da WCW e o Campeonato dos Estados Unidos da WWE.

## Carreira

### Início
A primeira luta oficial de Finlay foi na promoção de seu pai, em Glynn em 1974, substituindo um lutador que havia faltado. Ele passou a lutar em Carrickfergus e no resto da Irlanda do Norte pelos quatro anos seguintes, antes de se mudar para a Inglaterra em 1978. Lá, lutou por várias filiais das Joint Promotions. Finlay derrotou Alan Kilby em 9 de junho de 1982, ganhando seu primeiro título, o British Heavy Middleweight Championship das Joint Promotions. Nessa época, a então-esposa de Finlay, Princess Paula, se tornou sua valet.
Ele venceu um torneio, ganhando o British Light Heavyweight Championship, derrotando Ringo Rigby na final. Finlay logo perdeu o título, mas derrotou Marty Jones para ganhar outro, o World Mid-Heavyweight Championship. Ele perdeu e ganhou de volta de Jones durante dois anos, perdendo para Jones uma última vez por desqualificação. Na segunda metade da década de 1980, ele derrotou Frank 'Chic' Cullen para ganhar o British Heavy-Middleweight Championship, mas logo o perdeu para Danny Collins. Em 1995 ele se tornou Campeão Britânico dos Pesos-Pesados da All-Star. Finlay competiu no World of Sport da ITV como David "Fit" Finlay, tendo vários combates contra "The American Dream" Steve Adonis.
Durante esse tempo, Finlay também começou a lutar no Japão, Alemanha e Áustria, pela promoção europeia Catch Wrestling Association. Enquanto mantinha o título da All-Star, ele se aliou a Jones para ganhar o CWA Tag Team Championship de Tony St. Clair e Miles Zrno. Após perder o título da All-Star para Dave Taylor, Finlay ganhou mais títulos na CWA.

### World Championship Wrestling (1995-2000)
Finlay estreou na World Championship Wrestling (WCW) em 1995 como "Belfast Bruiser", um apelido que havia usado no Reino Unido. Ele teve uma rivalidade com Lord Steven Regal em 1996, incluindo uma luta no estacionamento durante o Monday Nitro. Durante a rivalidade, as lutas de Bruiser eram normalmente interrompidas por The Blue Bloods. No Uncensored, Bruiser derrotou Regal por desqualificação quando os Blue Bloods o atacaram; Regal teve seu nariz quebrado durante o combate.
Depois de um hiato nos programa de televisão da WCW, Bruiser mudou seu nome para Fit Finlay, agora com um cabelo curto e loiro. Ao retornar, ganhou o WCW World Television Championship, em 4 de maio de 1998, derrotando Booker T no Nitro, criando, assim, uma rivalidade com Booker e Chris Benoit, que também queria o título. Após Finlay perder o título para Booker no The Great American Bash em 14 de junho, ele deixou as lutas pelo Television Championship, começando uma rivalidade com Alex Wright, que queria vingança por Finlay ter acabado com a carreira de seu pai, Steve Wright. Eles se enfrentaram no Halloween Havoc, onde Finlay foi derrotado por Wright.
No fim de sua carreira na WCW, ele ganhou o "Hardcore Junkyard Invitational" no Bash at the Beach de 1999, ganhando um "trofeu hardcore". Ele se lesionou durante uma luta hardcore contra Brian Knobbs em um evento em Jackson, Mississippi, quase inutilizando sua perna. Ele retornou mais tarde naquele ano. Em 2000, Finlay formou um trio chamado "Hardcore Soldiers" ("Soldados Hardcore") com Knobbs e Al Green. Eles tiveram uma rivalidade com Vampiro; o que incluiu uma luta entre Finlay e Vampiro no Uncensored, a última aparição do irlandês em um pay-per-view da WCW. Sua última luta pela companhia aconteceu em um evento na Alemanha, em novembro de 2000, sendo derrotado por Norman Smiley em uma luta hardcore.

### World Wrestling Entertainment / WWE (2001–2011)

#### Treinador (2001–2005)
Quando a WCW foi comprada pela World Wrestling Federation (WWF), Finlay começou a trabalhar para a companhia como um treinador de novos lutadores e das WWE Divas. Ele treinou diversos lutadores, como CM Punk e Trish Stratus.

#### Retorno ao ringue (2006)
Finlay voltou aos ringues em 2004, lutando contra Jamie Noble em um evento em Glasgow, Escócia, e vídeos promocionais passaram a ser exibidos em dezembro de 2005. Seu personagem seria um orgulhoso irlandês que amava lutar. Sua primeira luta na WWE aconteceu no SmackDown! de 20 de janeiro de 2006, quando foi derrotado por desqualificação por Matt Hardy. Após a luta, Finlay arrastou Hardy até os degraus de aço, atacando o rosto de Matt e se estabilizando como um vilão. Isso lhe ajudou a ganhar um apelido, "The Fighting Irish Bastard" ("O Bastardo Lutador Irlandês"). Finlay continuou a se estabilizar no SmackDown!, começando uma rivalidade com Bobby Lashley em fevereiro e março de 2006, quando Finlay interferiu no combate entre Lashley e JBL no No Way Out, fazendo com que Lashley fosse derrotado pela primeira vez. Essa rivalidade levaria Lashley e Finlay a se enfrentar em diversos lugares, como em um estacionamento. Mais tarde, em uma luta qualificatória para a Money in the Bank do WrestleMania 22, Finlay derrotou Lashley. Nesse período, Finlay passou a usar um shillelagh como arma. Em 2 de abril, Finlay participou de seu primeiro WrestleMania, o 22. Ele enfrentou outros cinco lutadores do Raw e do SmackDown! na Money in the Bank ladder match, também incluindo Lashley, mas acabou sendo vencida por Rob Van Dam. Finlay entrou no torneio King of the Ring no SmackDown!, derrotando Chris Benoit na primeira rodada antes de ser derrotado por seu rival Lashley, que avançou para a final no Judgment Day. Finlay ajudou o outro finalista, Booker T, a derrotar Lashley. No mesmo pay-per-view, Finlay foi derrotado por Chris Benoit.

#### King Booker's Court (2006)
No SmackDown! de 26 de maio, Finlay se uniu a The Little Bastard ("O Pequeno Bastardo"), que vinha de debaixo do ringue para atacar os oponentes de Finlay. Finlay, então, se uniu a William Regal como um dos leais seguidores de Booker T, agora renomeado King (Rei) Booker, em sua corte. Finlay passou a lutar sob o nome de Sir Finlay, derrotando o Campeão Mundial dos Pesos Pesados Rey Mysterio, antes de derrotar Bobby Lashley e ganhar seu United States Championship. Finlay defendeu o título em diversas ocasiões com a ajuda do Little Bastard, até mesmo contra Regal no The Great American Bash. Ele perdeu o título para Mr. Kennedy no SmackDown! de 1 de setembro, em uma luta Triple Threat que também envolvia Lashley. Após perder o título, Finlay continuou a seguir as ordens de Booker, atacando os lutadores que ameaçavam King Booker e seu recém-vencido World Heavyweight Championship, incluindo Lashley e Batista. Finlay derrotou Booker em uma luta onde o título não estava sendo disputado, sendo derrotado também em uma luta de quatro pessoas no No Mercy.
Após deixar a corte, Finlay continuou sua rivalidade com Batista. Em 10 de novembro, no SmackDown!, ele foi derrotado pelo rival. No Armageddon, Finlay e King Booker enfrentaram Batista e seu parceiro, o Campeão da WWE John Cena do Raw, mas foram derrotados.

#### Aliança com Hornswoggle (2007–2008)

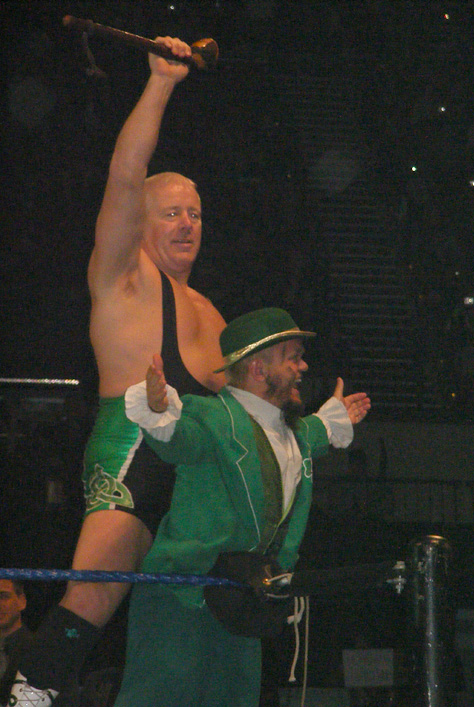
Finlay e Hornswoggle.

Logo após o Royal Rumble de 2007, Finlay começou uma rivalidade com The Boogeyman. No No Way Out, ele e Little Bastard derrotaram Boogeyman e Little Boogeyman. Finlay conquistou sua vaga na Money in the Bank ladder match do WrestleMania 23; no entanto, Mr. Kennedy venceu a luta. Após essa derrota, ele começaria uma rivalidade com Kennedy, após o mesmo ter atacado Little Bastard (agora conhecido como Hornswoggle) durante o WrestleMania, e Jamie Noble por ter atacado Hornswoggle após ele vencer o Cruiserweight Championship. A rivalidade iria ser redirecionada a Kane, após Finlay ter derrubado café nele. Os dois se envolveram com Batista e The Great Khali. No Saturday Night's Main Event, ele e Khali foram derrotados por Batista e Kane. Kane o derrotou no SummerSlam. Finlay derrotou Kane em um Belfast Brawl algumas semanas depois.
Finlay e Hornswoggle se separaram quando o último perdeu o título Cruiserweight, sendo transferido para o Raw com seu recém-revelado pai, Vince McMahon. Finlay começou uma rivalidade com Rey Mysterio ao atacá-lo durante uma entrevista com John "Bradshaw" Layfield. No No Mercy, Finlay fingiu uma lesão. Ao ser colocado em uma maca, atacou Mysterio. A rivalidade continuou até o Cyber Sunday, onde Mysterio derrotou Finlay em uma luta Stretcher, mas Finlay derrotou Mysterio no SmackDown! de 9 de novembro. A rivalidade se intensificou quando os dois se enfrentaram em times diferentes no Survivor Series.
Finlay se reuniu com Hornswoggle ao salvá-lo de uma luta contra The Great Khali, se tornando um mocinho. No Armageddon, Finlay foi colocado em uma luta com Khali, a qual venceu após Hornswoggle interferir, acertando Khali nas partes baixas com um shillelagh. Ainda batalhando Khali e seu tradutor Ranjin Singh, com Hornswoggle, ele se qualificou para o Royal Rumble, sendo o número 27, mas foi desqualificado durante a luta, já que entrou antes da hora para salvar Hornswoggle da luta. Finlay lutou em uma Elimination Chamber no No Way Out, mas foi eliminado por The Undertaker.
Finlay começou a realizar aparições ocasionais no Raw para proteger Hornswoggle de Mr. McMahon, que colocava o filho em situações perigosas. Após Hornswoggle ser lesionado em uma luta Steel Cage por John "Bradshaw" Layfield, Layfield revelou que Finlay era o pai de Hornswoggle, e não McMahon. Uma semana depois, em 3 de março, Finlay assumiu o fato. No WrestleMania XXIV ele foi derrotado por Layfield em um Belfast Brawl, onde Hornswoggle reapareceu.

#### ECW (2008–2009)
Durante o Draft Suplementar de 2008, Finlay foi transferido para a ECW. Ele e Hornswoggle desafiaram John Morrison e The Miz pelo WWE Tag Team Championship no Night of Champions, mas perderam. Pelo resto de 2008, Finlay lutou pelo ECW Championship. Ele, com Matt Hardy, Chavo Guerreo, The Miz e o Campeão da ECW Mark Henry participaram na primeira Championship Scramble no Unforgiven, luta vencida por Matt Hardy. Finlay derrotou Mark Henry em um episódio da ECW, se tornando desafiante pelo título e sendo derrotado por Hardy. A rivalidade com Henry os levou a um Belfast Brawl no Armageddon, luta vencida por Finlay. Finlay se tornou a primeira pessoa a derrotar o Campeão da ECW Jack Swagger na ECW de 3 de fevereiro, e, como resultado, enfrentou Swagger pelo título no No Way Out, sendo novamente derrotado. No Draft Suplementar de 2009, Finlay e Hornswoggle foram separados, quando Hornswoggle foi transferido para o Raw. No final de maio de 2009, Finlay sofreu uma lesão no olho, o que o deixou fora das lutas temporariamente. Ele retornou em 16 de junho, atacando o Campeão da ECW Tommy Dreamer, Swagger e Christian. No The Bash, ele participou e perdeu uma Championship Scramble pelo ECW Championship. Ele não retornou à ECW após a derrota.

#### Retorno ao SmackDown e demissão (2009–2011)

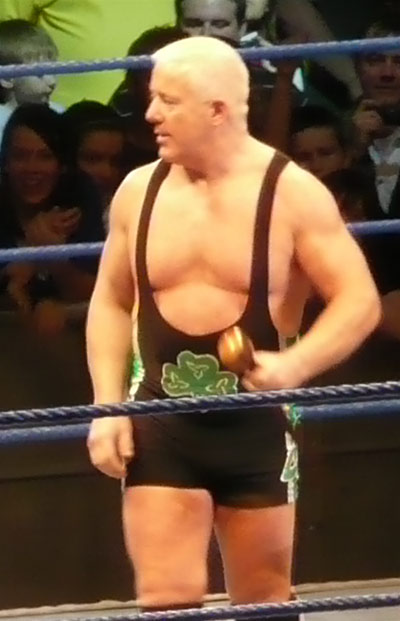
Finlay em 2009

Ele foi transferido para o SmackDown em 29 de junho de 2009. Sua primeira luta foi uma vitória contra Ricky Ortiz. No Survivor Series, ele fez parte do time de John Morrison, sendo eliminado por Sheamus. No final de 2009 ele começou uma rivalidade pelo Intercontinental Championship de Drew McIntyre. Em 2010, Finlay deixou as lutas e se tornou um agente, treinador e produtor. Ele foi demitido da WWE em março de 2011, após autorizar a interrupção do hino nacional dos Estados Unidos por The Miz durante um evento não-televisionado.

### Circuito independente (2011-2012)
Após ser demitido pela WWE, Finlay voltou a luta, fazendo sua primeira aparição em 26 de julho de 2011, derrotando Sami Callihan no Evolve 9.
Em 20 de agosto, Finlay estreou na Pro Wrestling Guerrilla, participando do torneio Battle of Los Angeles. Ele foi eliminado na primeira rodada pelo Campeão da PWG Kevin Steen.
Finlay estreou na promoção japonesa SMASH em 30 de dezembro de 2011, se aliando a Murat Bosporus e Big Boy, sendo os três derrotados pelo time de Tajiri, Tatsumi Fujinami e Hajime Ohara. Em 23 de novembro, Finlay derrotou StarBuck, se tornando Campeão da SMASH. Ele reteve o título contra Tajiri em 19 de fevereiro, mas deixou o título vago com o futuro fim da promoção.
Em 6 de novembro de 2011, Finlay lutou pela Stampede Wrestling em Barrie, Ontário sendo derrotado por Harry Smith.
Em 24 de março de 2012, Finlay enfrentou Low Ki, Tommaso Ciampa e Slyck Wagner Brown no MWF Soul Survivor VIII, mas acabou sendo derrotado. No dia seguinte, ele foi derrotado por Carlito no "Big Time Wrestling".

### Retorno a WWE (2012-presente)
Em julho de 2012, Finlay foi recontratado pela WWE, novamente como produtor.

## Legado
Finlay recebeu elogios de outros lutadores profissionais e colegas. Ele, supostamente, ajudou na transição da apresentação das WWE Divas, mudando as lutas "bra and panties" (lutas em que as participantes tinham como objetivo tirar a roupa da oponente até ela ficar apenas de sutiã e calcinha) para um wrestling mais respeitoso e tradicional. A ex-WWE Diva Victoria atestou: "Ele nos fez e moldou. Ele aprendeu o que nos motivava, expôs isso, e não havia nada que não pudéssemos fazer. Hoje, as meninas escolhem os movimentos que querem fazer. Se o Fit Finlay não estivesse por perto, isso não aconteceria. Nós trabalhávamos duro. Fazíamos contato."
Outras lutadoras, como Torrie Wilson, Lita, Jazz, Stacy Keibler, Molly Holly, The Bella Twins, Beth Phoenix, Natalya, Trish Stratus, Ruby Riott, Liv Morgan, Sarah Logan, Sasha Banks, Charlotte Flair, Becky Lynch, Lana, Bayley e Ronda Rousey, creditam Finlay por ajudá-las a aprimorar suas habilidades no wrestling e encontrar suas identidades. Elas o descrevem como "um lutador incrível e um treinador paciente, que trata todos de forma igual e consegue tirar o melhor de cada um".
O lutador da WWE, Batista, creditou a Finlay como "o herói não reconhecido que mudou a direção da sua carreira" e pediu pessoalmente que Finlay o introduzisse na cerimônia do Hall da Fama. O ex-lutador e treinador da WWE, Lance Storm, e o ex-lutador/executivo da AEW e atual lutador da WWE, Cody Rhodes, também elogiaram as habilidades de mentoria de Finlay e seu trabalho em dar destaque a novos talentos.

## Outras mídias

### Videogames
| Ano  | Título                     | Gimmick    | Notas                         |
| ---- | -------------------------- | ---------- | ----------------------------- |
| 1998 | WCW/nWo Revenge            | Fit Finlay | Estreia em videogames         |
| 1999 | WCW/nWo Thunder            | Fit Finlay |                               |
| 1999 | WCW Nitro                  | Fit Finlay | Último videogame da WCW       |
| 2006 | WWE SmackDown vs. Raw 2007 | Finlay     | Primeiro videogame da WWE     |
| 2007 | WWE SmackDown vs. Raw 2008 | Finlay     |                               |
| 2008 | WWE SmackDown vs. Raw 2009 | Finlay     |                               |
| 2009 | WWE SmackDown vs. Raw 2010 | Finlay     |                               |
| 2010 | WWE SmackDown vs. Raw 2011 | Finlay     |                               |
| 2014 | WWE SuperCard              | Fit Finlay | Jogo para celular             |
| 2014 | WWE 2K15                   | Fit Finlay | Downloadable content (DLC)    |
| 2015 | WWE 2K16                   | Fit Finlay | Última aparição em videogames |

## Vida pessoal
O pai de Finlay, Dave Finlay Sr., é um ex-lutador e treinador de wrestling, e foi nomeado MBE nas Honras de Ano Novo de 2024 "Por Serviços ao Wrestling Olímpico na Irlanda do Norte". Seu avô também foi lutador profissional, e sua irmã foi árbitra. Seu tio, Albert, foi goleiro do Glentoran F.C. nas décadas de 1960 e 1970. Finlay foi casado com sua antiga valet, Princess Paula. Atualmente, ele é casado com Melanie "Mel" Duffin e tem três filhos, sendo o mais velho, David, nascido na Alemanha. Ele vive no sul da Geórgia.
Seus filhos têm se envolvido no wrestling, seja no nível amador ou profissional. Seu filho mais velho, David, luta pela New Japan Pro-Wrestling desde 2015 e é o atual líder do Bullet Club. Sua filha, Alanna, venceu o campeonato estadual da Geórgia durante sua juventude. Seu filho mais novo, Brogan, treinou por um breve período no dojo da New Japan Pro-Wrestling antes da pandemia de COVID-19 e foi contratado pela WWE em dezembro de 2023, onde atualmente atua sob o nome de ringue Uriah Connors.

## No wrestling
- Movimentos de finalização

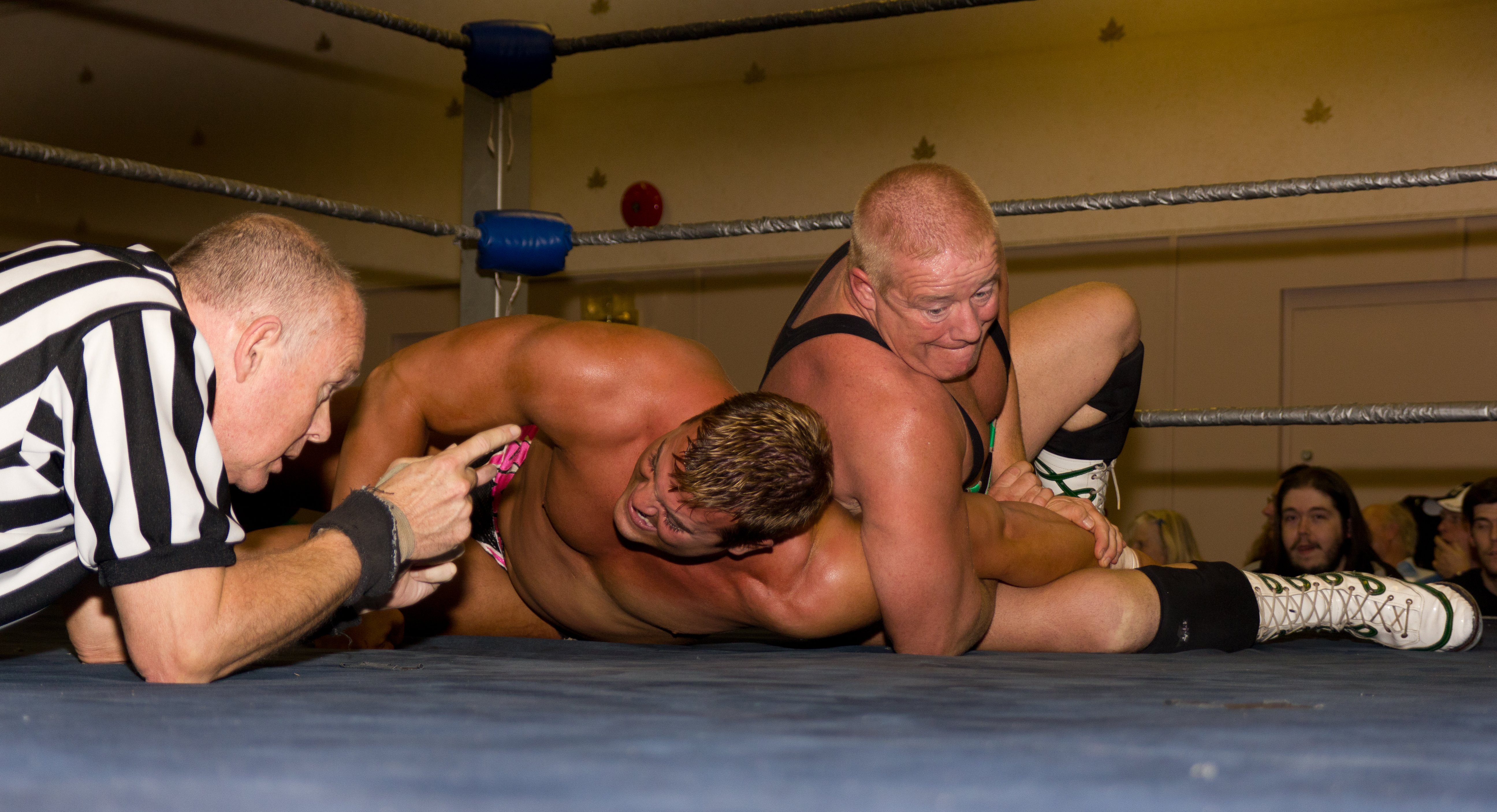
Finlay aplicando uma Fujiwara Armbar em Harry Smith.

  - Celtic Cross (Running fireman's carry over the shoulder back to belly piledriver)[4] – WWE
  - Celtic Knot (Indian deathlock modificado)[74] – WWE; 2007
  - Kneeling belly to belly piledriver[4][75] – WCW
- Movimentos secundários
  - Double foot stomp[76]
  - European uppercut[77][78][79]
  - Headlock[4]
  - High knee[80][81]
  - Hotshot[77][78]
  - Leg drop[4]
  - Rolling Hills[82] (Rolling fireman's carry slam)[4][78][83]
  - Seated senton[84]
  - Senton[85][86]
  - Short-arm clothesline[83]
  - Shoulder clawhold[77][78][83]
  - Sleeper hold
  - Spear
- Managers
  - Princess Paula
  - Hornswoggle
- Lutadores de quem foi manager
  - The Dog
  - Brian Knobbs
  - Lord Steven Regal
  - Hornswoggle
  - King Booker
- Alcunhas
  - "The Man Who Loves To Fight" ("O Homem Que Ama Lutar")[87]
  - "The Belfast Bruiser" ("O Pugilista de Belfast")
  - "The Celtic Bruiser" ("O Pugilista Celta")[88]
  - "The Belfast Brawler" ("O Brigão de Belfast")[89]
- Temas de entrada
  - "Lambeg" por Jim Johnston (15 de janeiro de 2006 – maio de 2008)
  - Finlay usou uma música de The Swaggerin' Growlers como seu tema no Raw 3 de março de 2008[90]
  - "Hes Ma Da" por Jim Johnston[91] (maio de 2008 – junho de 2010)

## Títulos e prêmios
- All–Star Promotions
  - British Heavyweight Championship (1 vez)
- Títulos britânicos
  - World Middleweight Championship (4 vezes)
- Catch Wrestling Association
  - CWA Intercontinental Heavyweight Championship (1 vez)
  - CWA Middleweight Championship (4 vezes)
  - CWA World Tag Team Championship (1 vez)[92] – com Marty Jones
- Títulos da Commonwealth
  - CW British Commonwealth Heavyweight Championship (1 vez)
  - CW World Middleweight Championship (4 vezes)
- Fighting Spirit magazine
  - LL Cool J Award (2006)
- Títulos irlandeses
  - Irish National Championship (1 vez)
- Promoções conjuntas
  - British Heavy Middleweight Championship (5 vezes)
  - British Light Heavyweight Championship (2 vezes)
- Pro Wrestling Illustrated
  - PWI o colocou na #278ª posição dos 500 melhores lutadores individuais no "PWI Years" em 2003[93]
  - PWI o colocou na #33ª posição dos 500 melhores lutadores individuais em 2007[94]
- SMASH
  - Smash Championship (1 vez)
- World Championship Wrestling
  - WCW World Television Championship (1 vez)
  - Hardcore Junkyard Invitational Trophy (1999)1
- World Wrestling Entertainment
  - WWE United States Championship (1 vez)[95]

1O Hardcore Junkyard Invitational Trophy é listado pela WWE como um reinado do WCW Hardcore Championship